# (5838) Hamsun
(5838) Hamsun (2170 T-2) – planetoida z pasa głównego asteroid okrążająca Słońce w ciągu 4,08 lat w średniej odległości 2,55 j.a. Odkryta 29 września 1973 roku.